# باريتوسي
الباريتوسي هو نوع حميد من داء الرئة، ينجم عن التعرض الطويل لغبار الباريوم . يحتوي الباريوم على عتامة إشعاعية عالية وقد يتطور المرض بعد بضعة أشهر من التعرض. تظهر على الصورة الشعاعية عتامات صغيرة شديدة الكثافة ومنفصلة يبلغ قطرها 2-4 مم، وأحيانًا من تكوين يشبه النجم . توزيعها موحد. عندما يكون عددهم كبيرًا جدًا، قد يعطي التراكب انطباعًا عن التقاء، ولكن لا يبدو أن هذا يحدث في الواقع. يمكن أن تكون الغدد الليمفاوية المتسللة معتمة جدًا ولكنها لا تتضخم. بعد التوقف عن التعرض، هناك إزالة تدريجية للتعتيم.
- سعال
- صفير
- تهيج الأنف

في بعض الحالات يكون بدون أعراض.

## تشخيص
يمكن رؤية جزيئات الباريوم كظلال مبهمة على الصدر بالأشعة السينية للأشخاص الذين يعانون من البرد. ومع ذلك، كونها حالة حميدة، فإنها لا تتعارض مع وظيفة الرئة ولا تسبب أعراضًا غير السعال المعتدل.بعد توقف التعرض لغبار الباريوم، تزول تشوهات الأشعة السينية تدريجياً.